# Тілішка
Тілішка (рум. Tilișca) — село у повіті Сібіу в Румунії. Адміністративний центр комуни Тілішка.
Село розташоване на відстані 233 км на північний захід від Бухареста, 23 км на захід від Сібіу, 109 км на південь від Клуж-Напоки, 138 км на захід від Брашова.

## Населення
За даними перепису населення 2002 року у селі проживали 1197 осіб.
Національний склад населення села:
| Національність | Кількість осіб | Відсоток |
| -------------- | -------------- | -------- |
| румуни         | 1191           | 99,5%    |
| цигани         | 5              | 0,4%     |

Рідною мовою назвали:
| Мова      | Кількість осіб | Відсоток |
| --------- | -------------- | -------- |
| румунська | 1191           | 99,5%    |
| циганська | 5              | 0,4%     |